# Insecticons
Los Insecticons son 3 personajes de ficción de la franquicia de Transformers, es decir se refieren a 3 Decepticons con modo alterno de Insectos.

## Transformers Generación 1
Los Insecticons eran un grupo de 3 Transformers llenos de hambre y de ansiedad a comer y destruir con modo alterno de Insecto que causaban fuertes complicaciones a los Autobots, ellos tenían la habilidad de autoclonarse y reproducirse en forma masiva, por lo cual para los Autobots era muy difícil detenerlos ya que su ataque era masivo y en manadas. Sin embargo los Autobots lograron detenerlos en ciertas ocasiones.
Los Insecticons estuvieron en la batalla del año 2005 en Ciudad Autobot en donde ellos quedaron moribundos siendo el primero en caer Shrapnel cuando Kup intenta salvar a Hot Rod de Blitzwing, en eso Shrapnel también quería matar a Hot Rod, luego Kup salva de morir a Hot Rod cuando Bliztwing en modo de tanque le disparó a Hot Rod, Kup mueve su cañón blaster hacia otro lado por lo cual le cae a Shrapnel accidentalmente. Más adelante en la aparición de Optimus Prime, este lo arrolla en su modo alterno de Camión junto con Thrust y luego vuelve a su modo normal disparando e hiriendo nuevamente a Shrapnel junto con Ramjet, Thundercracker y Skywarp.
El otro Insecticon que quedó letalmente herido fue Kickback cuando estaba destruyendo la puerta de Ciudad Autobot junto con Shrapnel, cuando entra Hot Rod nuevamente en acción evitando que estos rompan la puerta aplastando a Kickback en su modo alterno de camioneta.
El último Insecticon que es el líder Bombshell fue atacado por Springer cuando este decide atacar a Devastator le dispara 2 misiles dentro de ciudad Autobot y ya que resultó ileso decide lanzar otro misil cayéndole a Bombshell dejándolo gravemente herido.
Cuando los Decepticons pierden la batalla en ciudad Autobot, Starscream decide tomar la retirada junto con sus compañeros pidiéndole a Astrotrain que se transforme en su modo de Nave Espacial, en su intento para derrocar a Megatron, Starscream usa como pretexto expulsar a algunos Decepticons ya que los que estaban gravemente heridos fueron expulsados quienes eran los Insecticons junto con Thundercracker y Skywarp, Starscream decide expulsar a Megatron quien este estaba casi al borde de la muerte, cuando en eso Megatron se encuentra con Unicron y lo reconstruye en Galvatron quien pasa a ser el alter ego de Megatron, Unicron también reconstruye a Bombshell borrándole su memoria y pasándolo a un nuevo ser llamado Cyclonus quien también podía autoclonarse en su guerrero Cyclonus armada.
Kickback y Shrapnel junto con Skywarp pasarían a ser los Sweeps luego que estos 2 también son reprogramados en los soldados de Scourge quien antes era Thundercracker que también fue reconstruido y reprogramado por Unicron, ellos también podían autoclonarse en modo de soldados Sweeps.
Los Insecticons Generación 1:
- Shrapnel(Líder): Escarabajo Ciervo volante
- Bombshell : Escarabajo hércules
- Kickback: Langosta

Estos Insecticons pertenecen a unas breves escenas de la serie y al Comic Marvel pero no poseen la habilidad de multiplicarse como los 3 clásicos:
- Barrage: Escarabajo Rinoceronte
- Chop Shop: Escarabajo Ciervo volante
- Hellium: Hormiga
- Ransack: Mosca
- Venom: Zancudo

## TransformersBeast Wars
Insecticon es un típico soldado de los Predacons, muy hambriento para la batalla, pero es muy cobarde, disfruta de su función principal de la vigilancia y utiliza sus habilidades para reunir material para chantajear a sus enemigos y compañeros por igual.

## Transformers Energon
En Transformers Energon Los Insecticons son miembros del equipo de los Terrorcons fueron un homenaje al grupo original de Insecticons de Transformers: Generación 1, en la serie eran extremadamente leales a Scorponok. Cuando Galvatron ordenó a todos los Terrorcons a atacar a los Autobots en el Super Energon, algunos fueron destruidos por ellos, pero algunos se han cambiado, cada vez mucho más grande, Scorponok siempre ha tratado de controlarlos a los grupos clon Terrorcon.Referencias
- Furman, Simon (2004). Transformers: The Ultimate Guide. DK Publishing Inc. p. 26. ISBN 1405304618.

## Transformers: la venganza de los caídos
En la película los Insecticons aparecen cuando Sam Witwhichy estaba en su casa cuando de repente en un accidente toca el fragmento del Allspark lo que le quema las manos y el fragmento cae al piso lo que lo traspasa con el calor del fragmento cayendo a la cocina en donde el fragmento les da la vida en a una tostadora (Venom), una aspiradora (Shrapnel), un horno microondas (Chop Chop) y el teléfono de la casa (Bombshell) al momento de dar vida empiezan a atacar por todo el hogar de Sam, en eso aparece Bumblebee al escuchar el llamado de auxilio de Sam Bumblebee logra matar a los Insecticons.
Reedman era la criatura que fue formada por las pulgas de Ravage quienes se fusionaban en una criatura en forma de culebra para infiltrarse en una base ubicada en Texas para arrebatar un fragmento del Allspark el cual iba a ser utilizado para revivir a Megatron.
Kickback aparece como un Insecticon diminuto cuando logra encontrar a Sam y Mikaela luego es aplastado con las manos decapitando al diminuto zancudo cybertroniano de Sam quien al final logra ser rastreado.